# ISO 9001

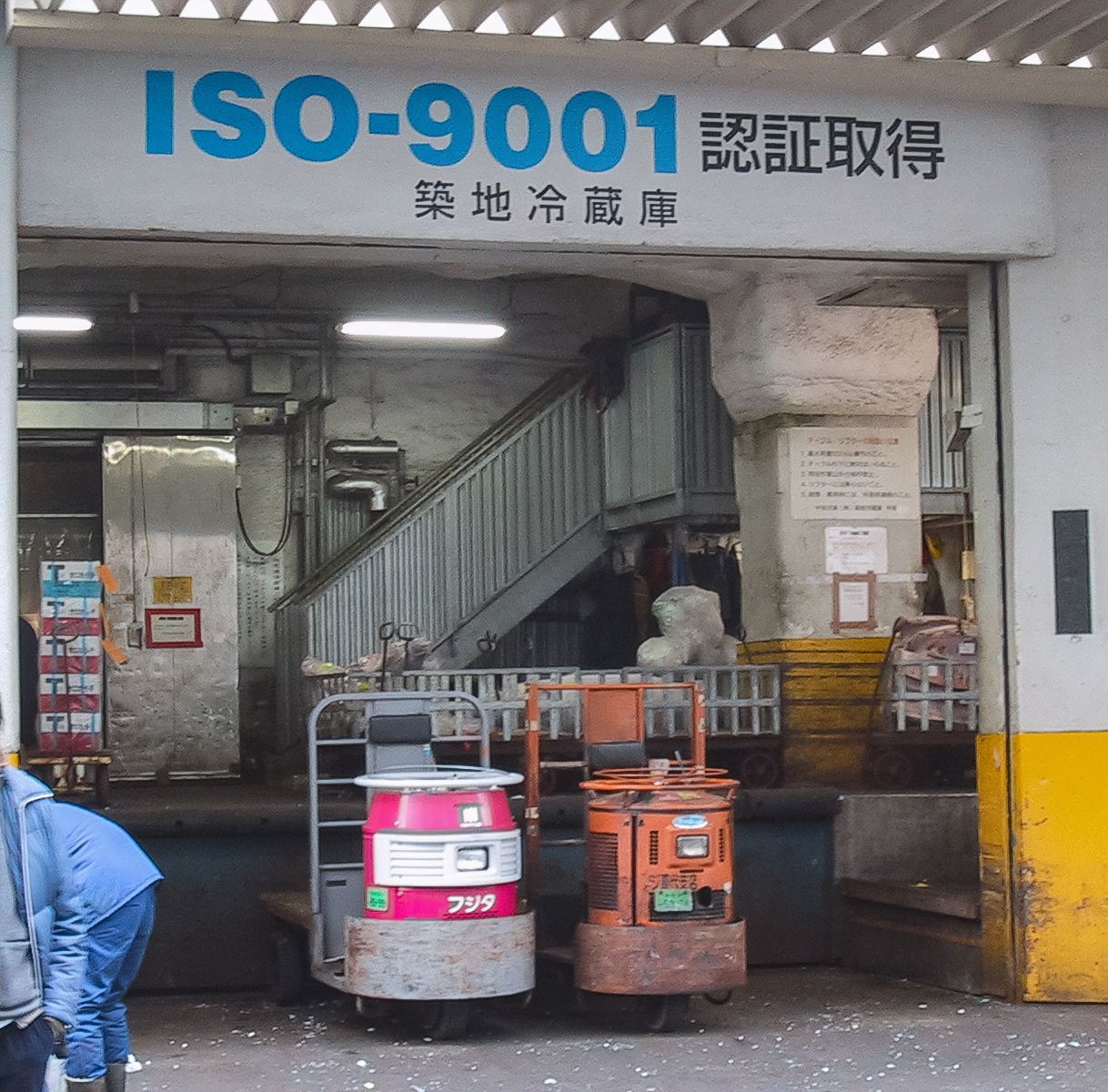
Fischgroßhändler am Tsukiji-Fischmarkt, der mit einer ISO-9001-Zertifizierung wirbt

Die ISO 9001 ist eine Norm, die Anforderungen an Qualitätsmanagementsysteme festlegt. Die Erfüllung dieser Anforderungen soll dazu führen, dass es in der Organisation geeignete Prozesse gibt, um qualitativ hinreichende Produkte und Dienstleistungen bereitstellen zu können. Die geforderte Qualität der Produkte und Dienstleistungen orientiert sich dabei z. B. an den Kundenerwartungen sowie an den relevanten rechtlichen und behördlichen Anforderungen. Zugleich soll das Managementsystem einem stetigen Verbesserungsprozess unterliegen. Die in der Norm enthaltenen Anforderungen sind unabhängig von Art, Größe und Produkt auf alle Organisationen anwendbar. Managementsysteme können nach ISO 9001 durch entsprechende Zertifizierungsstellen zertifiziert werden.
Aufbauend auf der ISO 9001 existiert für die Serienfertigung der Automobilindustrie die IATF 16949. Verglichen mit der ISO 9001 stellt sie weitergehende Anforderungen an das Qualitätsmanagementsystem.

## Inhaltsverzeichnis
Die Struktur der aktuellen Revision orientiert sich an der in den ISO-Direktiven festgelegten Grundstruktur für Managementsystemnormen (High Level Structure) und hat daher folgende 10 Kapitel:
| 1     | Anwendungsbereich                                                                 |
| 2     | Normative Verweise                                                                |
| 3     | Begriffe                                                                          |
| 4     | Kontext der Organisation                                                          |
| 4.1   | Verstehen der Organisation und ihres Kontextes                                    |
| 4.2   | Verstehen der Erfordernisse und Erwartungen interessierter Parteien               |
| 4.3   | Festlegen des Anwendungsbereichs des Qualitätsmanagementsystems                   |
| 4.4   | Qualitätsmanagementsystem und dessen Prozesse                                     |
| 5     | Führung                                                                           |
| 5.1   | Führung und Verpflichtung                                                         |
| 5.1.1 | Allgemeines                                                                       |
| 5.1.2 | Kundenorientierung                                                                |
| 5.2   | Qualitätspolitik                                                                  |
| 5.3   | Rollen, Verantwortlichkeiten und Befugnisse in der Organisation                   |
| 6     | Planung für das Qualitätsmanagementsystem                                         |
| 6.1   | Maßnahmen zum Umgang mit Risiken und Chancen                                      |
| 6.2   | Qualitätsziele und Planung zu deren Erreichung                                    |
| 6.3   | Planung von Änderungen                                                            |
| 7     | Unterstützung (Support)                                                           |
| 7.1   | Ressourcen                                                                        |
| 7.1.1 | Allgemeines                                                                       |
| 7.1.2 | Personen                                                                          |
| 7.1.3 | Infrastruktur                                                                     |
| 7.1.4 | Umgebung zur Durchführung von Prozessen                                           |
| 7.1.5 | Ressourcen zur Überwachung und Messung                                            |
| 7.1.6 | Wissen der Organisation                                                           |
| 7.2   | Kompetenz                                                                         |
| 7.3   | Bewusstsein                                                                       |
| 7.4   | Kommunikation                                                                     |
| 7.5   | Dokumentierte Information                                                         |
| 7.5.1 | Allgemeines                                                                       |
| 7.5.2 | Erstellung und Aktualisierung                                                     |
| 7.5.3 | Lenkung dokumentierter Information                                                |
| 8     | Betrieb (Operation)                                                               |
| 8.1   | Betriebliche Planung und Steuerung                                                |
| 8.2   | Anforderungen an Produkte und Dienstleistungen                                    |
| 8.2.1 | Kommunikation mit den Kunden                                                      |
| 8.2.2 | Bestimmen von Anforderungen in Bezug auf Produkte und Dienstleistungen            |
| 8.2.3 | Überprüfung von Anforderungen in Bezug auf Produkte und Dienstleistungen          |
| 8.2.4 | Änderungen von Anforderungen in Bezug auf Produkte und Dienstleistungen           |
| 8.3   | Entwicklung von Produkten und Dienstleistungen                                    |
| 8.3.1 | Allgemeines                                                                       |
| 8.3.2 | Entwicklungsplanung                                                               |
| 8.3.3 | Entwicklungseingaben                                                              |
| 8.3.4 | Steuerungsmaßnahmen für die Entwicklung                                           |
| 8.3.5 | Entwicklungsergebnisse                                                            |
| 8.3.6 | Entwicklungsänderungen                                                            |
| 8.4   | Steuerung von externen bereitgestellten Prozessen, Produkten und Dienstleistungen |
| 8.4.1 | Allgemeines                                                                       |
| 8.4.2 | Art und Umfang der Steuerung                                                      |
| 8.4.3 | Informationen für externe Anbieter                                                |
| 8.5   | Produktion und Dienstleistungserbringung                                          |
| 8.5.1 | Steuerung der Produktion und der Dienstleistungserbringung                        |
| 8.5.2 | Kennzeichnung und Rückverfolgbarkeit                                              |
| 8.5.3 | Eigentum der Kunden oder der externen Anbieter                                    |
| 8.5.4 | Erhaltung                                                                         |
| 8.5.5 | Tätigkeiten nach der Lieferung                                                    |
| 8.5.6 | Überwachung von Änderungen                                                        |
| 8.6   | Freigabe von Produkten und Dienstleistungen                                       |
| 8.7   | Steuerung nichtkonformer Prozessergebnisse, Produkte und Dienstleistungen         |
| 9     | Bewertung der Leistung                                                            |
| 9.1   | Überwachung, Messung, Analyse und Bewertung                                       |
| 9.1.1 | Allgemeines                                                                       |
| 9.1.2 | Kundenzufriedenheit                                                               |
| 9.1.3 | Analyse und Beurteilung                                                           |
| 9.2   | Internes Audit                                                                    |
| 9.3   | Managementbewertung                                                               |
| 9.3.1 | Allgemeines                                                                       |
| 9.3.2 | Eingaben für die Managementbewertung                                              |
| 9.3.3 | Ergebnisse der Managementbewertung                                                |
| 10    | Verbesserung                                                                      |
| 10.1  | Allgemeines                                                                       |
| 10.2  | Nichtkonformität und Korrekturmaßnahmen                                           |
| 10.3  | Fortlaufende Verbesserung                                                         |

### PDCA-Zyklus
Die High Level Structure orientiert sich am PDCA-Zyklus. Es können dem Zyklus folgende Normkapitel zugeordnet werden:
| Phase  | Kapitelnummer und -titel                                          | Ergänzung (in der ISO 9001)                                         |
| ------ | ----------------------------------------------------------------- | ------------------------------------------------------------------- |
| Anm. 1 | 01: Anwendungsbereich 02: Normative Verweise 03: Begriffe         |                                                                     |
| Plan   | 04: Das Umfeld der Organisation 05: Führungsverhalten 06: Planung | zu 4: Interessierte Parteien bzw. Stakeholder und deren Erwartungen |
| Do     | 07: Bereitstellung der Mittel, Unterstützung 08: Durchführung     | zu 8: Produktion bzw. Dienstleistungserbringung                     |
| Check  | 09: Bewertung der Leistung                                        |                                                                     |
| Act    | 10: Verbesserung                                                  |                                                                     |

## Grundprinzipien der ISO 9001
Die ISO 9001 basiert auf vier Grundprinzipien, die das Handeln einer Organisation leiten.

### Orientierung am Kontext der Organisation
Die Organisation muss gemäß der Norm externe und interne Themen überwachen und überprüfen, welche für ihren Zweck und ihre strategische Ausrichtung von Bedeutung sind. Bedeutend ist ein Kontext bzw. eine Anforderung interessierter Parteien, wenn sich dadurch Auswirkungen auf das QM-System ergeben. Finden relevante Änderungen statt, so müssen deren Folgen in das System und dessen Prozesse integriert werden.

### Prozessorientierung
Im Qualitätsmanagement nach ISO 9001 stehen die qualitätsrelevanten Prozesse der Organisation im Mittelpunkt. Die Norm fordert daher, dass Wechselwirkungen dieser Prozesse dargestellt werden. Für alle Funktionen muss Folgendes gewährleistet sein:
- Klare Formulierung der zu erfüllenden Aufgaben
- Definition von Verantwortung, Zuständigkeit und Schnittstellen
- Bereitstellung zur Erfüllung erforderlicher Mittel
- Überwachung der Durchführung von Prozessen sowie Bewertung des Erfolges
- Systematische Identifikation von Risiken und Chancen

### Fortlaufende Verbesserung
Aus dem Grundprinzip der Kundenorientierung und der damit verbundenen Erhöhung der Kundenzufriedenheit ergibt sich eine fortlaufende Verbesserung. Das schrittweise Vorgehen folgt dem PDCA-Zyklus. Mit diesem soll eine dauerhafte Analyse und Verbesserung aller betrieblicher Vorgänge stattfinden.

### Risikomanagement
Die Bedeutung von Risiken und Chancen wird in Verbindung mit dem Kontext der Organisation, den Zielen sowie den Prozessen gesehen. Bei der Einführung, Aufrechterhaltung und kontinuierlichen Verbesserung des QM-Systems und dessen Prozessen müssen Risiken und Chancen stets berücksichtigt werden. So sollen nicht gewollte Ereignisse und Auswirkungen verhindert sowie Chancen genutzt werden.

## Grundsätze des Qualitätsmanagements
Die ISO 9001 basiert auf den Grundsätzen des Qualitätsmanagements. Diese werden in der Norm ISO 9000 beschrieben.

### Kundenorientierung
Nach David Hoyle ist eine Organisation, die das Prinzip der Kundenorientierung anwendet, eine, in der Mitarbeiter
- Kundenbedürfnisse und -erwartungen verstehen;
- Kundenanforderungen auf eine Weise erfüllen, die die Bedürfnisse und Erwartungen aller Stakeholder zufriedenstellt;
- diese Bedürfnisse und Erwartungen in der gesamten Organisation kommunizieren;
- das Wissen, die Fähigkeiten und die Ressourcen besitzen, die erforderlich sind, um die Kunden der Organisation zufriedenzustellen;
- die Kundenzufriedenheit messen und auf die Ergebnisse reagieren;
- Kundenbeziehungen verstehen und verwalten;
- ihre Handlungen und Ziele direkt auf die Bedürfnisse und Erwartungen der Kunden beziehen können;
- auf Kundenpräferenzen sensibel reagieren und in einer Weise handeln, die den Kunden in den Vordergrund stellt.

### Führung
Nach David Hoyle ist eine Organisation, die das Führungsprinzip anwendet, eine, in der Führungskräfte
- eine klare Vision der Zukunft der Organisation etablieren und kommunizieren;
- gemeinsame Werte und ethische Vorbilder auf allen Ebenen der Organisation etablieren;
- proaktiv sind und mit gutem Beispiel vorangehen;
- auf Veränderungen in der externen Umgebung reagieren und diese verstehen;
- die Bedürfnisse aller Stakeholder berücksichtigen;
- Vertrauen aufbauen und Angst eliminieren;
- den Personen die notwendigen Ressourcen und Freiheiten geben, um verantwortungsvoll und rechenschaftspflichtig zu handeln;
- offene und ehrliche Kommunikation fördern;
- Personen ausbilden, trainieren und coachen;
- herausfordernde Ziele und Vorgaben setzen, die mit der Mission und Vision der Organisation übereinstimmen;
- eine Strategie kommunizieren und implementieren, um diese Ziele und Vorgaben zu erreichen;
- Leistungsindikatoren verwenden, die ein Verhalten fördern, das mit diesen Zielen und Vorgaben übereinstimmt.

### Einbeziehung von Personen
Nach David Hoyle ist eine Organisation, die das Prinzip der Einbindung von Personen anwendet, eine, in der Mitarbeiter
- sich persönlich und emotional mit der Organisation verbunden fühlen;
- mehr als nur einen Lohn oder ein Gehalt aus ihrer Arbeit ziehen und an den intrinsischen Belohnungen, die sie durch ihre Zugehörigkeit zur Organisation erhalten, hängen;
- eine enge Bindung zu den Werten, Ethiken und Handlungen, die die Organisation verkörpert, fühlen.

### Prozessorientierter Ansatz
Nach David Hoyle ist eine Organisation, die das Prinzip des Prozessansatzes anwendet, eine, in der Mitarbeiter
- die Ziele kennen, die sie erreichen müssen, und die Prozesse, die es ihnen ermöglichen, Ergebnisse zu produzieren, die diese Ziele erreichen;
- verstehen, welche Maßnahmen anzeigen, ob die Ziele erreicht wurden;
- klare Verantwortung, Autorität und Rechenschaftspflicht für die Ergebnisse haben;
- nur jene Aktivitäten durchführen, die notwendig sind, um diese Ziele zu erreichen und diese Ergebnisse zu liefern;
- Risiken vor dem Handeln bewerten und auf eine Weise handeln, die die Auswirkungen der Risiken mildert;
- wissen, welche Ressourcen, Informationen und Kompetenzen erforderlich sind, um die Ziele zu erreichen;
- verstehen, ob der Prozess seine Ziele erreicht, wie gemessen;
- verstehen, wie die Ergebnisse eines Prozesses die Ergebnisse anderer Prozesse beeinflussen;
- bessere Wege finden, um die Prozessziele zu erreichen und die Prozesseffizienz zu verbessern;
- regelmäßig bestätigen, dass die Ziele und Vorgaben, auf die sie abzielen, weiterhin relevant für die Bedürfnisse der Organisation sind.[4]

### Verbesserung
Nach David Hoyle ist eine Organisation, die das Verbesserungsprinzip anwendet, eine, in der Mitarbeiter
- Produkte, Dienstleistungen, Prozesse und Systeme verbessern – ein Ziel für jede einzelne Person in der Organisation;
- die grundlegenden Verbesserungskonzepte der schrittweisen Verbesserung und der Durchbruchsverbesserung anwenden;
- periodische Bewertungen anhand festgelegter Exzellenzkriterien nutzen, um Bereiche für potenzielle Verbesserungen zu identifizieren;
- die Effizienz und Effektivität aller Prozesse kontinuierlich verbessern;
- präventionsbasierte Aktivitäten fördern;
- jedem Mitglied der Organisation angemessene Bildung und Schulung zu den Methoden und Werkzeugen der kontinuierlichen Verbesserung bieten;
- Maßnahmen und Ziele festlegen, um Verbesserungen zu leiten und zu verfolgen;
- Verbesserungen anerkennen.

### Faktengestützte Entscheidungsfindung
Nach David Hoyle ist eine Organisation, die das Prinzip der faktischen Herangehensweise anwendet, eine, in der Mitarbeiter
- Leistungskennzahlen definieren, die sich auf die Qualitätsmerkmale des zu messenden Prozesses, Produktes oder Dienstes beziehen;
- Messungen durchführen und Daten und Informationen sammeln, die für das Prozess- oder Dienstleistungsziel relevant sind;
- sicherstellen, dass die Daten und Informationen hinreichend genau, zuverlässig und zugänglich sind;
- die Daten und Informationen mit validen Methoden analysieren;
- den Wert geeigneter statistischer Techniken verstehen;
- Entscheidungen treffen und Maßnahmen auf Grundlage der Ergebnisse logischer Analysen ergreifen, abgewogen mit Erfahrung und Intuition.

### Beziehungsmanagement
Nach David Hoyle ist eine Organisation, die das Prinzip des Beziehungsmanagements anwendet, eine, in der Mitarbeiter
- verstehen, von welchen interessierten Parteien die Organisation für ihren Erfolg abhängig ist und welche ihren Erfolg bedrohen könnten;
- gemeinsam ein klares Verständnis der Bedürfnisse und Erwartungen jener Parteien entwickeln, von denen die Organisation für ihren Erfolg abhängt;
- sich bemühen, die Auswirkungen jener Parteien zu mildern, die ihren Erfolg bedrohen;
- Beziehungen etablieren, die kurzfristige Gewinne mit langfristigen Überlegungen für die Organisation und die Gesellschaft als Ganzes ausbalancieren;
- klare und offene Kommunikation schaffen;
- gemeinsame Entwicklung und Verbesserung von Produkten, Dienstleistungen und Prozessen initiieren, wo dies wirtschaftlich sinnvoll ist;
- Informationen und Zukunftspläne teilen, wo es für die Organisation vorteilhaft ist;
- Verbesserungen und Errungenschaften mit jenen interessierten Parteien anerkennen, die zum Erfolg der Organisation beigetragen haben.[6]

## ISO 9001 (Ausgabe 2015)
Im Jahr 2012 haben die ISO-Mitgliedskörperschaften die Notwendigkeit einer Normrevision überprüft. Dabei hat sich eine Mehrheit der Befragten für eine Revision der Norm ausgesprochen. Die Neufassung der Norm wurde im September 2015 verabschiedet. Die deutsche Übersetzung DIN EN ISO 9001:2015 ist im November desselben Jahres erschienen.
Obwohl der prozessorientierte Ansatz schon mit der Revision 2000 eingeführt wurde, gab es doch erhebliche Probleme in der Umsetzung. Das soll durch die Revision erleichtert werden. Außerdem fordert die Norm einen verstärkt risikobasierten Ansatz. Ein formales QM-Handbuch wird nicht mehr notwendig sein, wenn die Organisation in anderer Weise eine angemessene Dokumentation zur Verfügung stellt. Auch einen „Beauftragten der obersten Leitung“ wird es im formalen Sinne nicht mehr geben müssen.
Die Normfassung 2015 stellt eine fachliche Überarbeitung dar. Dabei wurde unter anderem die Reihenfolge der Abschnitte verändert, die überarbeiteten „Grundsätze des Qualitätsmanagements“ wurden zugrunde gelegt und es wurden neue Begriffe aufgenommen.
Seit der Veröffentlichung der aktuellen Normfassung im Jahr 2015 haben sich die Rahmenbedingungen in vielen Bereichen weiterentwickelt. Daher liegt mit dem Entwurf ISO/DIS 9001:2025 eine erneute Revision der ISO 9001 vor. Hintergrund sind unter anderem neue Anforderungen an Managementsysteme, insbesondere die Berücksichtigung des Klimawandels sowie die stärkere strategische Verankerung des Qualitätsmanagementsystems im Unternehmen. Ziel der Überarbeitung ist es, die Norm an aktuelle wirtschaftliche, ökologische und gesellschaftliche Entwicklungen anzupassen und ihre Wirksamkeit in der Praxis weiter zu stärken.

### Bedeutende Änderungen
Änderungen der Ausgabe von 2015 gegenüber derjenigen von 2008:
- High Level Structure: Die Struktur der aktuellen Ausgabe orientiert sich an der High Level Structure und hat deshalb jetzt 10 statt bisher 8 Kapitel.[9]
- Kontext der Organisation: Relevante interessierte Parteien für die Organisation sowie deren Anforderungen müssen festgelegt werden.
- Oberste Leitung: Die oberste Leitung trägt die Verantwortung für die Wirksamkeit des Qualitätsmanagementsystems.
- Prozessorientierter Ansatz: Der prozessorientierte Ansatz wurde gestärkt und es wurden neue Anforderungen formuliert.
- Qualitätsmanagementbeauftragter: Einen „Beauftragten der obersten Leitung“ muss es im formalen Sinne nicht mehr geben.
- QM-Handbuch: Ein QM-Handbuch ist nicht mehr verpflichtend notwendig.[10]
- Risikobasierter Ansatz: In der Ausgabe ISO 9001:2015 erhält der risikobasierte Ansatz eine größere Bedeutung.[11]
- Wissensmanagement: Die Organisation muss ein systematisches Wissensmanagement aufbauen.
- Dokumentierte Informationen: Ein formales QM-Handbuch ist nicht mehr notwendig, wenn die Organisation in anderer Weise eine angemessene Dokumentation zur Verfügung stellt.[12]

### Inhalte der Normkapitel

#### Normkapitel 4 – Kontext der Organisation
Ein wichtiger Aspekt der ISO 9001 ist das Verständnis des Kontexts der Organisation. Unternehmen müssen die internen und externen Themen bestimmen, die für ihren Zweck und ihre strategische Ausrichtung relevant sind und sich auf die Fähigkeit auswirken, die beabsichtigten Ergebnisse des Qualitätsmanagementsystems zu erreichen. Als Themen können sowohl positive als auch negative Faktoren oder Bedingungen in Betracht gezogen werden.

##### Verstehen der Bedürfnisse und Erwartungen interessierter Parteien
Organisationen müssen die interessierten Parteien bestimmen, die für das QMS relevant sind, sowie deren Anforderungen an das QMS. Interessierte Parteien können sein:
- Kunden
- Eigentümer
- Mitarbeiter
- Lieferanten
- Behörden
- Gesellschaft

Es ist wichtig, die Anforderungen der interessierten Parteien zu verstehen und zu überwachen, um sicherzustellen, dass das QMS in der Lage ist, diese Anforderungen kontinuierlich zu erfüllen.

##### Festlegen des Anwendungsbereichs des Qualitätsmanagementsystems
Der Anwendungsbereich des QMS muss festgelegt und dokumentiert werden. Hierbei müssen die externen und internen Themen, die Anforderungen der relevanten interessierten Parteien sowie die Produkte und Dienstleistungen der Organisation berücksichtigt werden. Der Anwendungsbereich sollte die Art der Produkte und Dienstleistungen, die Standorte und die Prozesse, die vom QMS abgedeckt werden, klar beschreiben.

##### Qualitätspolitik und Qualitätsziele
Die oberste Leitung muss eine Qualitätspolitik festlegen, die
- für den Zweck und den Kontext der Organisation angemessen ist,
- einen Rahmen für die Festlegung von Qualitätszielen bietet,
- die Verpflichtung zur Erfüllung der anwendbaren Anforderungen enthält und
- die Verpflichtung zur ständigen Verbesserung des QMS enthält.

Die Qualitätspolitik muss dokumentiert, kommuniziert, verstanden und angewendet werden. Basierend auf der Qualitätspolitik müssen Qualitätsziele festgelegt werden. Diese Ziele müssen
- mit der Qualitätspolitik in Einklang stehen,
- messbar sein,
- die anwendbaren Anforderungen berücksichtigen,
- für die Konformität von Produkten und Dienstleistungen und die Erhöhung der Kundenzufriedenheit relevant sein,
- überwacht werden,
- kommuniziert werden und
- aktualisiert werden, soweit erforderlich.

Die Qualitätsziele sollten auf den relevanten Funktions- und Prozessebenen festgelegt und dokumentiert werden. Durch das Verständnis des Kontexts der Organisation, der Bedürfnisse und Erwartungen interessierter Parteien sowie die Festlegung einer klaren Qualitätspolitik und messbarer Qualitätsziele schaffen Unternehmen eine solide Grundlage für die Implementierung und Aufrechterhaltung eines wirksamen Qualitätsmanagementsystems nach ISO 9001.

#### Normkapitel 5 – Führung
Die Führung spielt eine entscheidende Rolle bei der Implementierung und Aufrechterhaltung eines wirksamen Qualitätsmanagementsystems nach ISO 9001. Die oberste Leitung muss ihre Führungsrolle und ihr Engagement für das QMS demonstrieren.

##### Verantwortung der obersten Leitung
Die oberste Leitung muss die Verantwortung für die Wirksamkeit des QMS übernehmen. Dies beinhaltet
- die Sicherstellung, dass die Qualitätspolitik und -ziele festgelegt und mit dem Kontext und der strategischen Ausrichtung der Organisation vereinbar sind,
- die Integration der QMS-Anforderungen in die Geschäftsprozesse der Organisation,
- die Förderung des Prozessansatzes und des risikobasierten Denkens,
- die Sicherstellung der Verfügbarkeit der erforderlichen Ressourcen für das QMS,
- die Kommunikation der Bedeutung eines wirksamen Qualitätsmanagements und der Einhaltung der QMS-Anforderungen,
- die Sicherstellung, dass das QMS seine beabsichtigten Ergebnisse erreicht,
- die Einbeziehung, Führung und Unterstützung von Personen, um zur Wirksamkeit des QMS beizutragen,
- die Förderung von Verbesserungen,
- die Unterstützung anderer relevanter Führungskräfte, um deren Führungsrolle in ihren Verantwortungsbereichen zu demonstrieren.

##### Kundenorientierung
Die oberste Leitung muss sicherstellen, dass die Kundenanforderungen sowie die geltenden gesetzlichen und behördlichen Anforderungen bestimmt, verstanden und konsistent erfüllt werden. Risiken und Chancen, die sich auf die Konformität von Produkten und Dienstleistungen und auf die Fähigkeit zur Erhöhung der Kundenzufriedenheit auswirken können, müssen ermittelt und behandelt werden. Der Fokus auf die Erhöhung der Kundenzufriedenheit muss aufrechterhalten werden.

##### Rollen, Verantwortlichkeiten und Befugnisse
Die oberste Leitung muss sicherstellen, dass die Verantwortlichkeiten und Befugnisse für relevante Rollen innerhalb der Organisation zugewiesen, kommuniziert und verstanden werden. Sie muss die Verantwortlichkeiten und Befugnisse zuweisen, um
- sicherzustellen, dass das QMS den Anforderungen der ISO 9001 entspricht;
- sicherzustellen, dass die Prozesse die beabsichtigten Ergebnisse erbringen;
- über die Leistung des QMS und über Verbesserungsmöglichkeiten zu berichten;
- die Kundenorientierung in der gesamten Organisation zu fördern;
- sicherzustellen, dass die Integrität des QMS aufrechterhalten wird, wenn Änderungen am QMS geplant und umgesetzt werden.

Durch die Übernahme der Verantwortung für das QMS, die Förderung der Kundenorientierung und die klare Zuweisung von Rollen, Verantwortlichkeiten und Befugnissen schafft die oberste Leitung die notwendigen Voraussetzungen für ein wirksames Qualitätsmanagementsystem.

#### Normkapitel 6 – Planung
Die Planung ist ein wesentlicher Bestandteil des Qualitätsmanagementsystems nach ISO 9001. Organisationen müssen die Maßnahmen planen, die erforderlich sind, um Risiken und Chancen zu behandeln, Qualitätsziele zu erreichen und Änderungen am QMS zu planen.

##### Risiken und Chancen
Organisationen müssen die Risiken und Chancen bestimmen, die behandelt werden müssen, um
- sicherzustellen, dass das QMS seine beabsichtigten Ergebnisse erreichen kann,
- die erwünschten Auswirkungen zu verstärken,
- unerwünschte Auswirkungen zu verhindern oder zu reduzieren,
- Verbesserungen zu erreichen.

Maßnahmen zum Umgang mit Risiken und Chancen müssen geplant und in die Prozesse des QMS integriert werden. Die Wirksamkeit dieser Maßnahmen muss bewertet werden.

##### Qualitätsziele und Planung zu deren Erreichung
Organisationen müssen Qualitätsziele für relevante Funktionen, Ebenen und Prozesse festlegen. Die Qualitätsziele müssen
- mit der Qualitätspolitik in Einklang stehen,
- messbar sein,
- die anwendbaren Anforderungen berücksichtigen,
- für die Konformität von Produkten und Dienstleistungen und die Erhöhung der Kundenzufriedenheit relevant sein,
- überwacht werden,
- kommuniziert werden,
- aktualisiert werden, soweit erforderlich.

Bei der Planung zur Erreichung der Qualitätsziele muss die Organisation festlegen,
- was getan wird,
- welche Ressourcen benötigt werden,
- wer verantwortlich ist,
- wann es abgeschlossen wird,
- wie die Ergebnisse bewertet werden.

##### Planung von Änderungen
Wenn die Organisation Änderungen am QMS als notwendig erachtet, müssen diese Änderungen geplant und systematisch durchgeführt werden. Die Organisation muss Folgendes berücksichtigen:
- den Zweck der Änderungen und deren mögliche Folgen,
- die Integrität des QMS,
- die Verfügbarkeit von Ressourcen,
- die Zuweisung oder Neuzuweisung von Verantwortlichkeiten und Befugnissen.

Durch eine sorgfältige Planung, die Risiken und Chancen, Qualitätsziele und Änderungen am QMS berücksichtigt, können Organisationen sicherstellen, dass ihr Qualitätsmanagementsystem wirksam bleibt und kontinuierlich verbessert wird.

#### Normkapitel 7 – Unterstützung
Um ein wirksames Qualitätsmanagementsystem aufrechtzuerhalten, müssen Organisationen die erforderlichen Ressourcen bereitstellen und ein unterstützendes Umfeld schaffen. Dies umfasst die Bereitstellung von Ressourcen, die Sicherstellung der Kompetenz der Mitarbeiter, die Förderung des Bewusstseins für Qualität und eine effektive Kommunikation.

##### Ressourcen
Organisationen müssen die erforderlichen Ressourcen für die Einführung, Aufrechterhaltung und ständige Verbesserung des QMS bestimmen und bereitstellen. Dies beinhaltet:
- Personal: Es müssen ausreichend kompetente Personen für die wirksame Durchführung des QMS und die Steuerung der Prozesse bereitgestellt werden.
- Infrastruktur: Die Organisation muss die erforderliche Infrastruktur für die Durchführung ihrer Prozesse bereitstellen und aufrechterhalten, wie z. B. Gebäude, Ausrüstung, Transport, Informations- und Kommunikationstechnologie.
- Arbeitsumgebung: Die für die Durchführung der Prozesse erforderliche Arbeitsumgebung muss bestimmt, bereitgestellt und aufrechterhalten werden. Dies kann physische, soziale, psychologische und umgebungsbedingte Faktoren umfassen.

##### Kompetenz und Schulung
Die Organisation muss
- die erforderliche Kompetenz der Personen bestimmen, die unter ihrer Steuerung Tätigkeiten ausführen, welche die Leistung und Wirksamkeit des QMS beeinflussen;
- sicherstellen, dass diese Personen auf der Grundlage angemessener Ausbildung, Schulung oder Erfahrung kompetent sind;
- erforderlichenfalls Maßnahmen ergreifen, um die erforderliche Kompetenz zu erwerben und die Wirksamkeit der ergriffenen Maßnahmen zu bewerten;
- angemessene dokumentierte Informationen als Nachweis der Kompetenz aufbewahren.

##### Bewusstsein und Kommunikation
Die Organisation muss sicherstellen, dass die Personen, die unter der Steuerung der Organisation tätig sind, sich der Qualitätspolitik, der relevanten Qualitätsziele, ihres Beitrags zur Wirksamkeit des QMS und der Folgen einer Nichterfüllung der QMS-Anforderungen bewusst sind. Die Organisation muss die internen und externen Kommunikationen bestimmen, die für das QMS relevant sind, einschließlich:
- worüber kommuniziert wird
- wann kommuniziert wird
- mit wem kommuniziert wird
- wie kommuniziert wird
- wer kommuniziert

##### Dokumentierte Information
Das QMS der Organisation muss die von der ISO 9001 geforderten dokumentierten Informationen sowie die von der Organisation als notwendig erachteten dokumentierten Informationen für die Wirksamkeit des QMS enthalten. Die Organisation muss sicherstellen, dass die dokumentierten Informationen angemessen erstellt, aktualisiert, verfügbar, geschützt und gesteuert werden. Durch die Bereitstellung angemessener Ressourcen, die Sicherstellung der Kompetenz der Mitarbeiter, die Förderung des Qualitätsbewusstseins, eine effektive Kommunikation und die Steuerung dokumentierter Informationen schaffen Organisationen ein unterstützendes Umfeld für ihr Qualitätsmanagementsystem.

#### Normkapitel 8 – Betrieb
Der Betrieb umfasst die Planung, Durchführung und Steuerung der Prozesse, die für die Bereitstellung von Produkten und Dienstleistungen erforderlich sind. Organisationen müssen sicherstellen, dass diese Prozesse unter kontrollierten Bedingungen durchgeführt werden, um die Konformität mit den Anforderungen zu gewährleisten.

##### Planung und Steuerung von Prozessen
Die Organisation muss die Prozesse planen, einführen und steuern, die für die Bereitstellung von Produkten und Dienstleistungen erforderlich sind. Dies beinhaltet
- die Festlegung der Anforderungen an die Produkte und Dienstleistungen,
- die Festlegung von Kriterien für die Prozesse und die Annahme von Produkten und Dienstleistungen,
- die Bestimmung der erforderlichen Ressourcen für die Konformität mit den Produktanforderungen,
- die Umsetzung der Prozesssteuerung in Übereinstimmung mit den Kriterien,
- die Bestimmung, Aufrechterhaltung und Aufbewahrung der dokumentierten Informationen, um sicherzustellen, dass die Prozesse wie geplant durchgeführt wurden und die Produkte und Dienstleistungen den Anforderungen entsprechen.

##### Anforderungen an Produkte und Dienstleistungen
Die Organisation muss die Anforderungen an die Produkte und Dienstleistungen bestimmen, einschließlich:
- gesetzliche und behördliche Anforderungen
- Anforderungen, die von der Organisation als notwendig erachtet werden

Die Organisation muss sicherstellen, dass sie die Fähigkeit hat, die angebotenen Produkte und Dienstleistungen zu liefern. Änderungen an den Anforderungen müssen überprüft und dokumentiert werden.

##### Entwicklung von Produkten und Dienstleistungen
Die Organisation muss einen Prozess für die Entwicklung von Produkten und Dienstleistungen einführen, der sicherstellt, dass die resultierenden Produkte und Dienstleistungen die festgelegten Anforderungen erfüllen. Der Entwicklungsprozess muss geplant und gesteuert werden, einschließlich:
- Planung der Entwicklungsstufen
- Bestimmung der Verifizierungs- und Validierungstätigkeiten
- Festlegung von Verantwortlichkeiten und Befugnissen
- Management der Schnittstellen zwischen den an der Entwicklung beteiligten Gruppen
- Aktualisierung der Entwicklungsergebnisse und der dokumentierten Informationen

##### Steuerung extern bereitgestellter Prozesse, Produkte und Dienstleistungen
Die Organisation muss sicherstellen, dass extern bereitgestellte Prozesse, Produkte und Dienstleistungen den festgelegten Anforderungen entsprechen. Die Art und der Umfang der Steuerung müssen festgelegt werden, einschließlich:
- Sicherstellung, dass extern bereitgestellte Prozesse unter der Steuerung des QMS bleiben
- Festlegung der Kriterien für die Bewertung, Auswahl, Überwachung der Leistung und Neubewertung externer Anbieter
- Durchführung von Verifizierungstätigkeiten, um sicherzustellen, dass die extern bereitgestellten Prozesse, Produkte und Dienstleistungen die Anforderungen erfüllen

Durch die wirksame Planung, Durchführung und Steuerung der betrieblichen Prozesse stellen Organisationen sicher, dass sie konforme Produkte und Dienstleistungen bereitstellen und die Anforderungen ihrer Kunden erfüllen.

#### Normkapitel 9 – Bewertung der Leistung
Die Bewertung der Leistung ist ein wesentlicher Bestandteil des Qualitätsmanagementsystems nach ISO 9001. Organisationen müssen die Leistung und Wirksamkeit des QMS überwachen, messen, analysieren und bewerten, um Verbesserungspotenziale zu identifizieren und die Kundenzufriedenheit zu erhöhen.

##### Überwachung, Messung, Analyse und Bewertung
Die Organisation muss festlegen
- was überwacht und gemessen werden muss;
- die Methoden für die Überwachung, Messung, Analyse und Bewertung, um gültige Ergebnisse sicherzustellen;
- wann die Überwachung und Messung durchgeführt werden müssen;
- wann die Ergebnisse der Überwachung und Messung analysiert und bewertet werden müssen.

Die Organisation muss die Leistung und Wirksamkeit des QMS bewerten und die Kundenzufriedenheit überwachen. Die Ergebnisse der Analyse müssen verwendet werden, um
- die Konformität von Produkten und Dienstleistungen zu bewerten,
- den Grad der Kundenzufriedenheit zu ermitteln,
- die Leistung und Wirksamkeit des QMS zu bewerten,
- die wirksame Umsetzung der Planung zu bewerten,
- die Wirksamkeit der Maßnahmen zum Umgang mit Risiken und Chancen zu bewerten,
- die Leistung externer Anbieter zu bewerten,
- den Bedarf an Verbesserungen des QMS zu ermitteln.

##### Internes Audit
Die Organisation muss in geplanten Abständen interne Audits durchführen, um Informationen darüber bereitzustellen, ob das QMS:
- den eigenen Anforderungen der Organisation an ihr QMS und den Anforderungen der ISO 9001 entspricht
- wirksam verwirklicht und aufrechterhalten wird

Die Organisation muss ein Auditprogramm planen, einführen und aufrechterhalten, das die Häufigkeit, die Methoden, die Verantwortlichkeiten, die Anforderungen an die Planung und die Berichterstattung festlegt. Die Auditkriterien und der Umfang jedes Audits müssen festgelegt werden. Auditoren müssen objektiv und unparteiisch sein. Die Ergebnisse der Audits müssen an die zuständige Leitung berichtet werden, und es müssen Korrekturen und Korrekturmaßnahmen ergriffen werden.

##### Managementbewertung
Die oberste Leitung muss das QMS der Organisation in geplanten Abständen bewerten, um dessen fortdauernde Eignung, Angemessenheit, Wirksamkeit und Angleichung an die strategische Ausrichtung der Organisation sicherzustellen. Die Managementbewertung muss Informationen zu folgenden Themen berücksichtigen:
- Status von Maßnahmen vorangegangener Managementbewertungen
- Änderungen bei externen und internen Themen, die für das QMS relevant sind
- Informationen über die Leistung und Wirksamkeit des QMS
- Angemessenheit der Ressourcen
- Wirksamkeit der Maßnahmen zum Umgang mit Risiken und Chancen
- Verbesserungsmöglichkeiten

Die Ergebnisse der Managementbewertung müssen Entscheidungen und Maßnahmen zu Verbesserungsmöglichkeiten, Änderungsbedarf am QMS und Ressourcenbedarf enthalten. Durch die regelmäßige Überwachung, Messung, Analyse und Bewertung der Leistung, die Durchführung interner Audits und die Managementbewertung stellen Organisationen sicher, dass ihr Qualitätsmanagementsystem wirksam bleibt und kontinuierlich verbessert wird.

#### Normkapitel 10 – Verbesserung
Die kontinuierliche Verbesserung ist ein Kernprinzip des Qualitätsmanagementsystems nach ISO 9001. Organisationen müssen Möglichkeiten zur Verbesserung bestimmen und umsetzen, um die Kundenzufriedenheit zu erhöhen und die Leistung des QMS zu steigern.

##### Umgang mit Nichtkonformitäten und Korrekturmaßnahmen
Wenn eine Nichtkonformität auftritt, einschließlich solcher, die sich aus Reklamationen ergeben, muss die Organisation
- auf die Nichtkonformität reagieren und, falls zutreffend, Maßnahmen zu ihrer Steuerung und Korrektur ergreifen sowie die Folgen zu bewältigen;
- die Notwendigkeit von Maßnahmen zur Beseitigung der Ursachen der Nichtkonformität bewerten, damit sie nicht erneut oder anderswo auftritt;
- erforderliche Maßnahmen umsetzen;
- die Wirksamkeit der ergriffenen Korrekturmaßnahmen bewerten;
- erforderlichenfalls Änderungen am QMS vornehmen.

Korrekturmaßnahmen müssen den Auswirkungen der aufgetretenen Nichtkonformitäten angemessen sein. Die Organisation muss dokumentierte Informationen als Nachweis über die Art der Nichtkonformitäten, die ergriffenen Maßnahmen und die Ergebnisse der Korrekturmaßnahmen aufbewahren.

##### Kontinuierliche Verbesserung
Die Organisation muss die Eignung, Angemessenheit und Wirksamkeit des QMS kontinuierlich verbessern. Die Organisation muss Ergebnisse von Analysen und Bewertungen sowie Ergebnisse der Managementbewertung berücksichtigen, um festzustellen, ob es Bedürfnisse oder Möglichkeiten gibt, die als Teil der kontinuierlichen Verbesserung behandelt werden müssen. Mögliche Verbesserungsmaßnahmen können umfassen:
- Verbesserung von Produkten und Dienstleistungen, um Anforderungen zu erfüllen und zukünftige Bedürfnisse und Erwartungen zu berücksichtigen
- Korrektur, Vorbeugung oder Reduzierung unerwünschter Auswirkungen
- Verbesserung der Leistung und Wirksamkeit des QMS

Die Organisation sollte Verbesserungsmöglichkeiten durch Innovationen und bewährte Verfahren fördern und die Beteiligung der Mitarbeiter an Verbesserungsaktivitäten unterstützen.

## Branchenspezifische Normen
Folgende ISO-Normen wurden basierend auf der ISO 9001 für spezifische Branchen angepasst:
- ISO 13485 – Medizinprodukte – Qualitätsmanagementsysteme – Anforderungen für regulatorische Zwecke
- ISO/TS 54001 – Qualitätsmanagementsysteme – Besondere Anforderungen für die Anwendung von ISO 9001:2015 in Wahlorganisationen auf allen Verwaltungsebenen
- ISO 18091 – Qualitätsmanagementsysteme – Leitfaden für die Anwendung der ISO 9001 in der Kommunalverwaltung
- ISO/TS 22163 – Bahnanwendungen – Qualitätsmanagementsystem – Anforderungen an Geschäftsmanagementsysteme für Organisationen im Bahnsektor
- ISO/TS 29001 – Erdöl-, petrochemische und Erdgasindustrie – Sektorspezifische Qualitätsmanagementsysteme – Anforderungen an Hersteller- und Serviceorganisationen
- ISO/IEC/IEEE 90003 – Software Engineering – Richtlinien für die Anwendung von ISO 9001 auf Computer-Software

Weitere internationale Branchen-spezifische Normen, die auf der ISO 9001 basieren:
- IATF 16949 – Anforderungen an Qualitätsmanagementsysteme für die Serien- und Ersatzteilproduktion in der Automobilindustrie
- EN 9100 – Qualitätsmanagementsysteme – Anforderungen an Organisationen der Luftfahrt, Raumfahrt und Verteidigung
- ISO/IEC 80079-34 – Application of quality management systems for Ex Product manufacture